# Copidryas
Copidryas là một chi bướm đêm thuộc họ Noctuidae.